# 宝勝電纜杯囲棋戦
宝勝電纜杯囲棋戦（ほうしょうでんらんはいいきせん、宝胜电缆杯围棋赛）は、中国の囲碁の棋戦。1991年から1998年まで8期行われた。

## 方式
招待棋士によるトーナメント戦。決勝戦は一番勝負。

## 優勝者と決勝戦
（左が勝者）
1. 1991年 聶衛平 - 馬暁春
2. 1992年 聶衛平 - 陳臨新
3. 1993年 陳臨新 - 邵震中
4. 1994年 聶衛平 - 陳祖徳
5. 1995年 聶衛平 - 邵震中
6. 1996年 曹大元 - 汪見虹
7. 1997年 呉肇毅 - 鄭弘
8. 1998年 劉小光 - 陳臨新